# Hawza

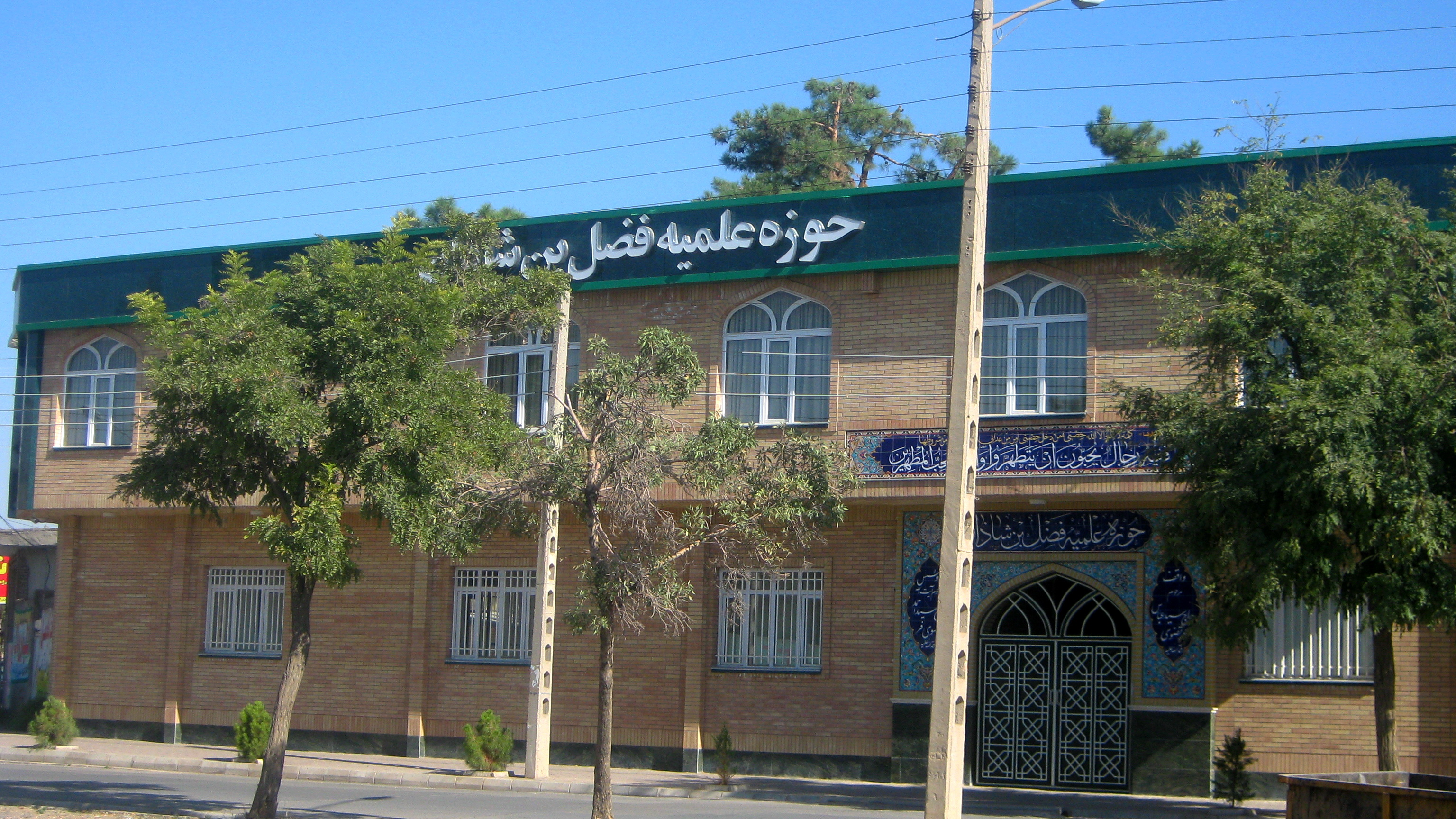
Gebäude der Fażl-ibn-Šāẕān-Ḥawza in Nischapur

Eine Hawza, auch Hauza (arabisch حوزة, DMG Ḥauza; persisch حوزه, ‚[Sammel-] Becken‘) bzw. Hawza ʿilmiyya, ist eine schiitische Universität, in der die Studenten in den verschiedenen Disziplinen des Islam ausgebildet werden. Es werden zunächst die Grundlagen und anschließend tiefergehendes Wissen erlernt, um dieses dann weitergeben zu können.

## Ursprung
Im 11. Jahrhundert wurden die sunnitischen Hochschulen, Madrasa, professionalisiert. Vergleichbare schiitische Institutionen gab es erst, als die Zwölfer-Schia 1501 von Schah Ismail I. im Safawiden-Reich zur Staatsreligion erhoben wurde. Schiitische Lernzentren entstanden im 18. Jahrhundert in Hilla, Aleppo und Isfahan, im 19. Jahrhundert in Nadschaf und Kerbela.
Die heute für Schiiten wichtigsten Seminare befinden sich in Nadschaf und Qom. Qom wurde 1922 von Ajatollah Abdolkarim Haeri Yazdi zur wichtigsten iranischen Hawza, als Gegenpart zu Nadschaf, gegründet. Es gibt darüber hinaus auch Universitäten im Libanon, in Syrien und weiteren arabischen Staaten.

## Studium
Das Grund- und Hauptstudium dauern in der Regel zehn Jahre und beinhalten unter anderem die Grundlagen der Fächer Rechtswissenschaft/Fiqh, Logik und Moral. Auch nach der Grundausbildung nehmen viele der Studenten an Kursen der Universität teil, studieren teilweise ihr Leben lang und können verschiedene Rangstufen erreichen.
Ein Student erhält am Ende seines Studiums ein Zeugnis (arabisch اجازة, DMG iǧāza ‚Erlaubnis, Befugnis, Lizenz‘), in dem ihm sein Lehrer die Fähigkeit zu selbständigen Rechtsurteilen (arabisch اجتهاد, DMG iǧtihād ‚selbständige Entscheidung einer Rechtsfrage auf Grund der Interpretation der Quellen‘) bescheinigt. Nicht selten wechseln die Studenten anschließend zu anderen Dozenten, um ein größeres Renommee zu erlangen.
Hawzas nehmen keine staatliche Unterstützung an und beziehen ihren Unterhalt aus Schenkungen, Steuern, Spenden und schiitischen Stiftungen.